# Стинка, Дитер
Дитер Стинка (нем. Dieter Stinka; род. 10 августа 1937, Ольштын) — западногерманский футболист, полузащитник.

## Карьера

### Клубная карьера
Во взрослом футболе дебютировал в 1958 году в клубе «Айнтрахт» (Франкфурт-на-Майне). В своём втором сезоне в составе клуба он стал чемпионом Германии, а в следующем сезоне команда вышла в финал Лиги чемпионов УЕФА.
Со временем Стинка стал всё меньше выходить на поле в основном составе команды. В сезоне 1965/66 он принял участие всего в четырёх матчах, а в 1966 году перешёл в клуб «Дармштадт 98». В команде он провёл 45 матчей и в 1968 году объявил о завершении карьеры футболиста.

### Тренерская карьера
После завершения игровой карьеры Стинка стал тренером резервного состава «Айнтрахта». В сезоне 1983/84 он руководил футбольным клубом «Франкфурт» (Франкфурт-на-Майне).

## Достижения
«Айнтрахт»
- Чемпион Германии: 1958/59